# Aknavető

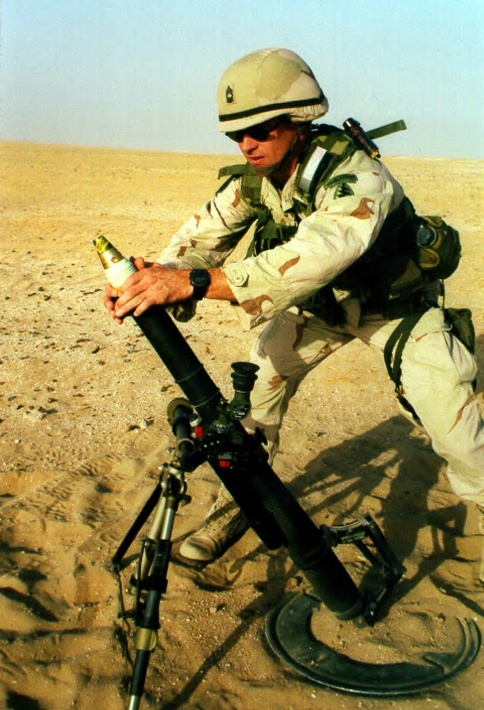
Amerikai gyalogos újratölti az M224 típusú, 60 mm-es aknavetőt

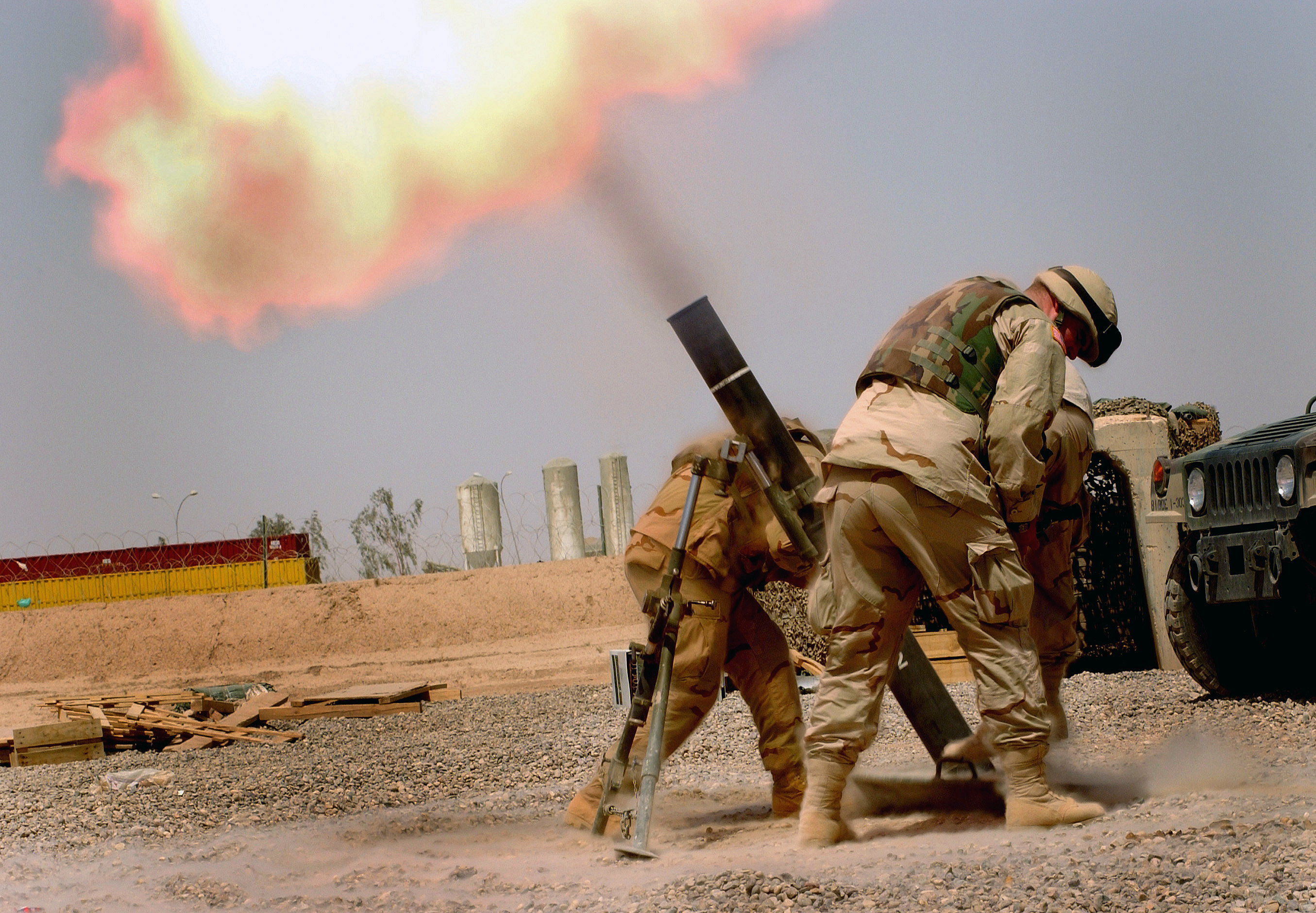
Amerikai gyalogosok 120 mm-es aknavetővel tüzelnek

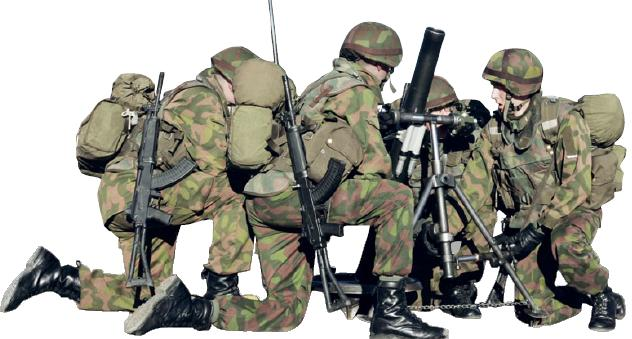
Finn aknavető tüzelésre kész pozícióban

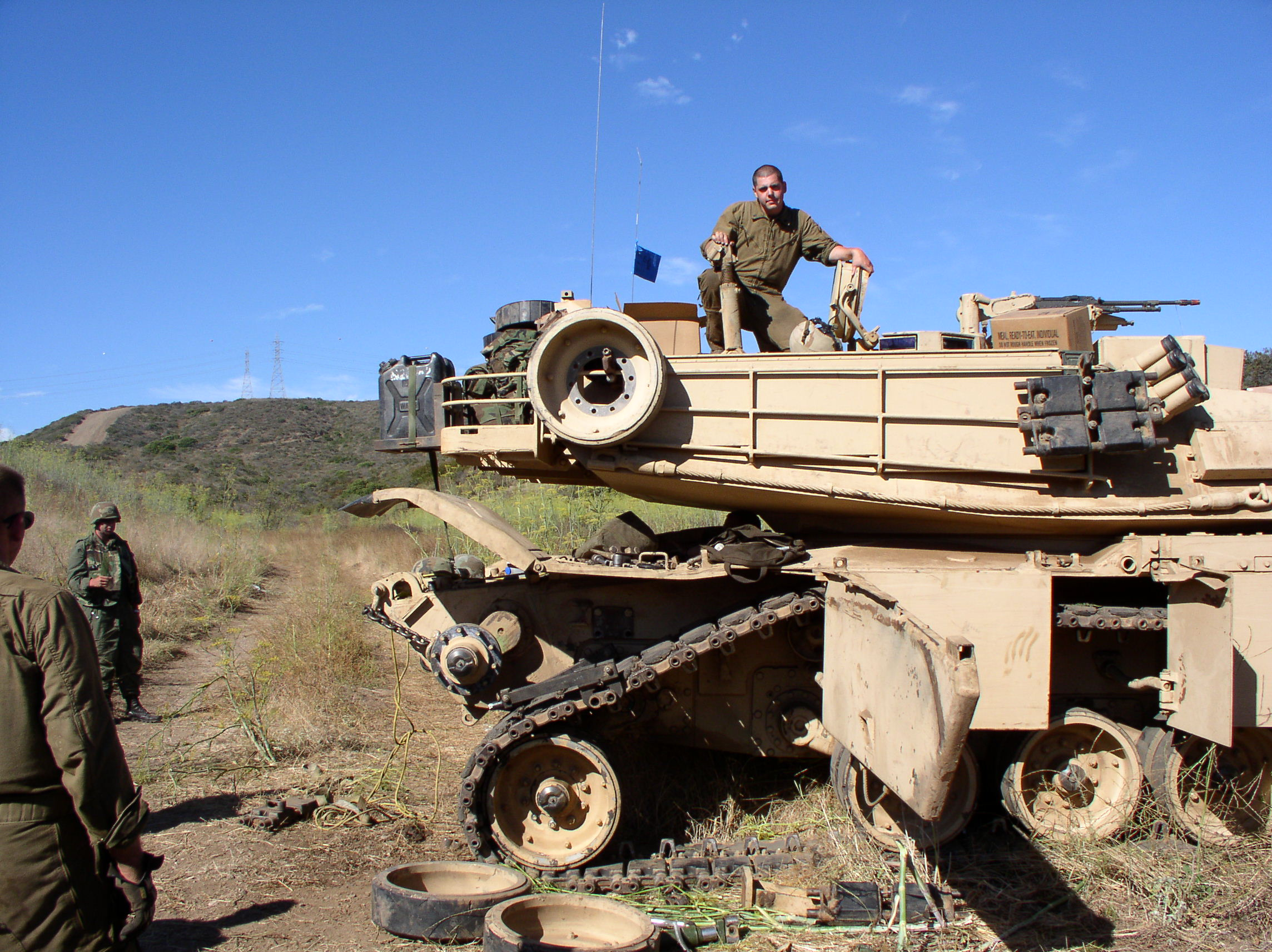
Az amerikai M1 Abrams harckocsi részlete – a toronyra rögzített géppuska alatt láthatók a ködgránátok kivetőcsövei

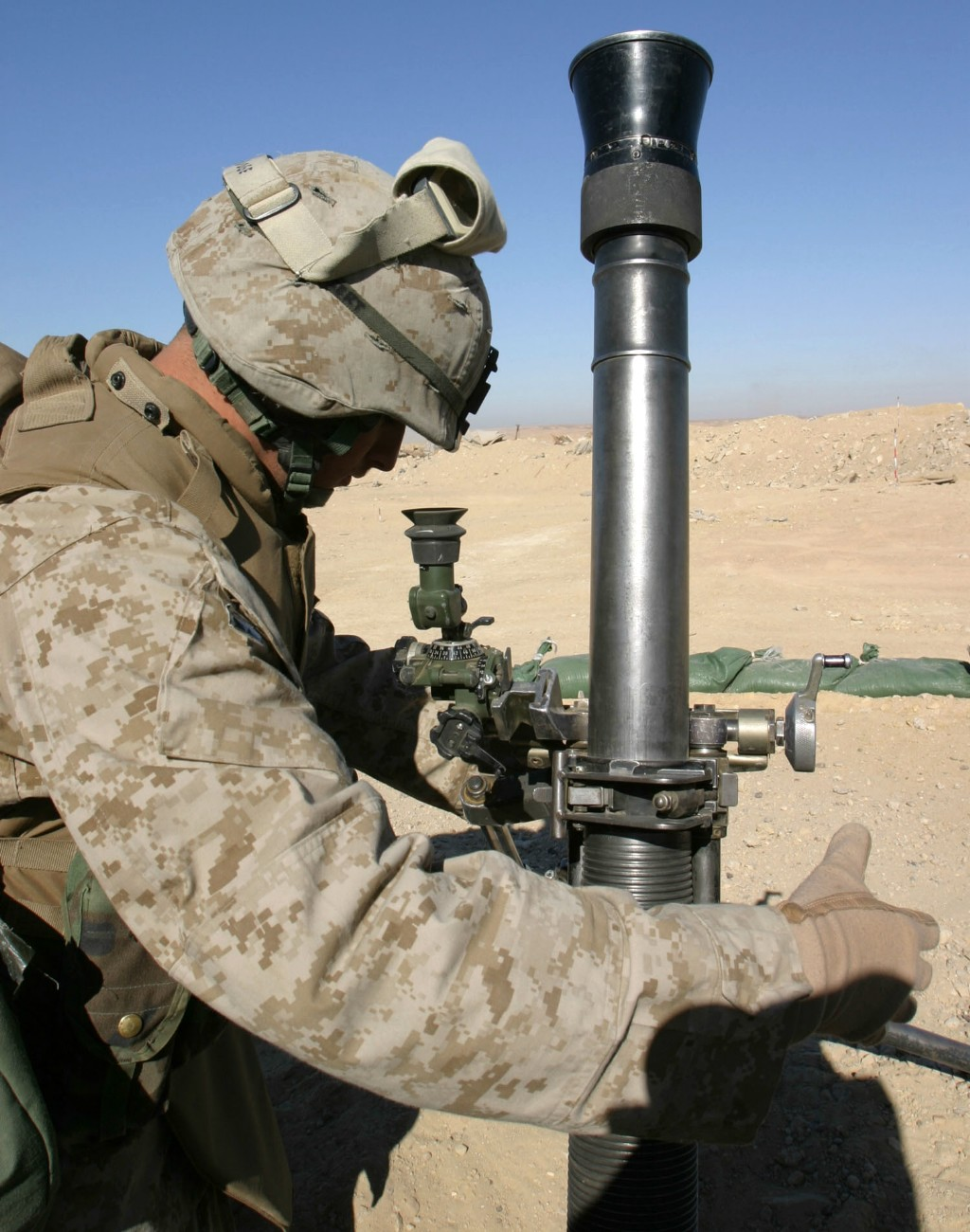
Amerikai M252 típusú simacsövű aknavetőt irányoz kezelője

Az aknavető rövid csövű, kis gáznyomással működő, rendszerint elöltöltő, indirekt célzású löveg, amely alacsony kezdősebességgel, magas ballisztikus lövedék-röppályán lövi ki lövedékét, az aknagránátot, amely – az ágyú, vagy a tarack lövedékéhez viszonyítva – rövid hatótávolságon belül csapódik be. A csöves tűzfegyverek kategóriájába tartozik, a 19. század végén jelent meg, így a legfiatalabb tüzérségi fegyverek egyike. Legfőbb jellemzője a cső hossza, amely kisebb mint a cső átmérőjének 15-szöröse, azaz 15 űrmérethossznál rövidebb. Felépítésénél fogva az aknavető – ahogy elődje, a mozsár is – csak felső szögcsoporttal tüzel, ezáltal terephajlatok, akadályok vagy építmények mögött elhelyezkedő célpontok támadására ideálisan alkalmazható.
Az aknavetővel való lövészet megörökölte elődje nevét és minden 45 fok feletti (felső szögcsoportbeli) tüzelést „mozsárlövészetnek” neveznek, amit mozsárral, tarackkal, aknavetővel egyaránt lőhetnek.

## Története
A 19. század második felében lezajlott háborúk, majd az első világháború mozgó harcai kikényszerítették az óriási lövegek alternatíváit, amelyeknek könnyen mozgathatóaknak kellett lenniük, hasonló rombolóerejű lövedékeket kilőve. A meredek röppályán tüzelő fegyverek meglehetősen hasznosnak bizonyultak a lövészárokharc, illetve az utcai harcok során, ezért a mozsár utódaként kifejlesztették a szintén felső szögcsoporttal tüzelő új, de könnyű tüzérségi fegyverek családját, az aknavetőket (oroszul миномёт (minomjot), angolul trench mortar, franciául lance-mines, németül Minenwerfer, Granatwerfer és Mörser).

### Légaknavető
Az első világháborúban a központi hatalmak szükséghelyzet miatt ún. légaknavetőket állítottak hadrendbe, amelyek lőpor helyett sűrített levegővel röpítették ki az aknagránátokat a csőből.
A németek 105 és 150 mm űrméretű, az osztrák-magyar hadsereg 80 és 150 mm, később 240 mm űrméretű légaknavetőket (Pressgasminenwerfer) használt. Működési elvük viszonylag egyszerű: a vetőcsőben úgy rögzítik az aknagránátot, hogy az csak meghatározott erőhatásra tud onnan kiszabadulni (a magyar légaknavető a célra egy ún. szakadócsavart használt). Az aknagránát mögötti zárt térbe sűrített levegőt vezettek, és amikor ennek nyomására legyőzte az előbb említett ellenállást, akkor az aknagránát kirepült a csőből. A lőtávolságot természetesen a fegyvercső állásszögével szabályozták.

### Modern aknavetők
A modern aknavetők űrmérete 60 mm-től (2,36 in) 120 mm-ig (4,72 in) terjed, bár ennél kisebb és jóval nagyobb aknavetőket is rendszeresítettek a világ hadseregei.
A könnyű és közepes aknavetőket a modern gyalogsági alakulatok használják, általában szétszerelt állapotban szállítják és tüzeléshez állítják össze, tipikus űrméretük 50 mm-től 120 mm-ig terjedhet. Az aknavetők előnye a hagyományos tüzérségi eszközökkel szemben, hogy könnyen mozgathatók, gyorsan tüzelésre kész állapotba hozhatók és közvetlen irányzású fegyverek ellen védett célpontok ellen is bevethetők (mint például lövészárok vagy erődítmény mögött állomásozó katonák). Az aknavető emellett arra is alkalmas, hogy lövészárokból vagy valamilyen fedezék mögül tüzeljen, ezért kiváló eszköz a tengerészgyalogság, a gyors reagálású, a hegyi vadász és könnyű gyalogsági alegységek részére. Egyik példája a Nagy-Britannia hadereje által rendszeresített L9A1 51 mm-es könnyű aknavető, amit egy személy képes szállítani és csak egy csőből és egy talpból áll.
A nehéz aknavetők viszont akár 120 mm-től 300 mm-es űrmérettel is készülhetnek. Ezek már általában vontatott vagy önjáró tüzérségi eszközök, nehéz gránátjaik miatt a leggyakrabban hátultöltőek és önálló ütegbe szervezik (amelyeket zászlóalj, vagy hadosztály szinten hoznak létre). Az egyik tipikus példája a Szovjetunió haderejében rendszeresített 2SZ4 Tyulipan (NATO-azonosítója: M-1975) 240mm-es önjáró aknavető, amelyet lánctalpas alvázra szereltek, a cső és a talp hidraulikus úton mozgatható, hatótávolsága a felhasznált gránáttól függően kb. 10–20 km, hagyományos repesz-romboló, vegyi és nukleáris aknagránátot is kifejlesztettek hozzá.
A legújabb változatok, mint például a finn hadsereg által rendszeresített „Patria AMOS PT1”, már ikercsövű, öntöltő rendszerű aknavetők, amelyeket különféle alvázakra lehet szerelni, mint például gyalogsági harcjármű, harckocsi vagy éppen partmenti naszád.Az AMOS modernizált egycsövű változata a NEMO aknavető, amely az egyik legmodernebb hátultöltős félautomata aknavető rendszer.
Házilag készített aknavetőket jellemzően felkelők vagy egyéb irreguláris csoportok alkalmaznak. Az egyik legjobb példája ennek az IRA által az 1970-es és 1990-es évek között használt „Barrack buster” aknavetők, amelyek lényegében 3-4 hüvelyk (7–10 cm) átmérőjű vascsövekből készültek, ezeket egy acéltalpra hegesztették, általában 4-6 darabot egyszerre. A szintén házilag gyártott lövedék időzítőgyújtóval volt ellátva, hogy a kezelőszemélyzet az aknavető működése előtt el tudjon menekülni a helyszínről. Legemlékezetesebb bevetése 1991. február 4-én volt, amikor egy hasonló szerkezetből lőttek ki gránátokat a brit miniszterelnöki rezidenciára, a Downing Street 10-re. A gránátok a hátsó udvarban csapódtak, miközben a kormány odabent ülésezett, de korlátozott töltetük miatt csak az ablakokat törték be. Mindenesetre a károk kijavítása alatt John Major miniszterelnöknek az Admiralty House-ba kellett költöznie.
Napjainkban a palesztin felkelők használnak házilag készített aknavetőket és gránátokat izraeli célpontok támadásához, hiszen a sűrűn lakott területeken meglehetősen közel vannak egymáshoz a támadók és célpontjaik.

## Szerkezeti felépítése

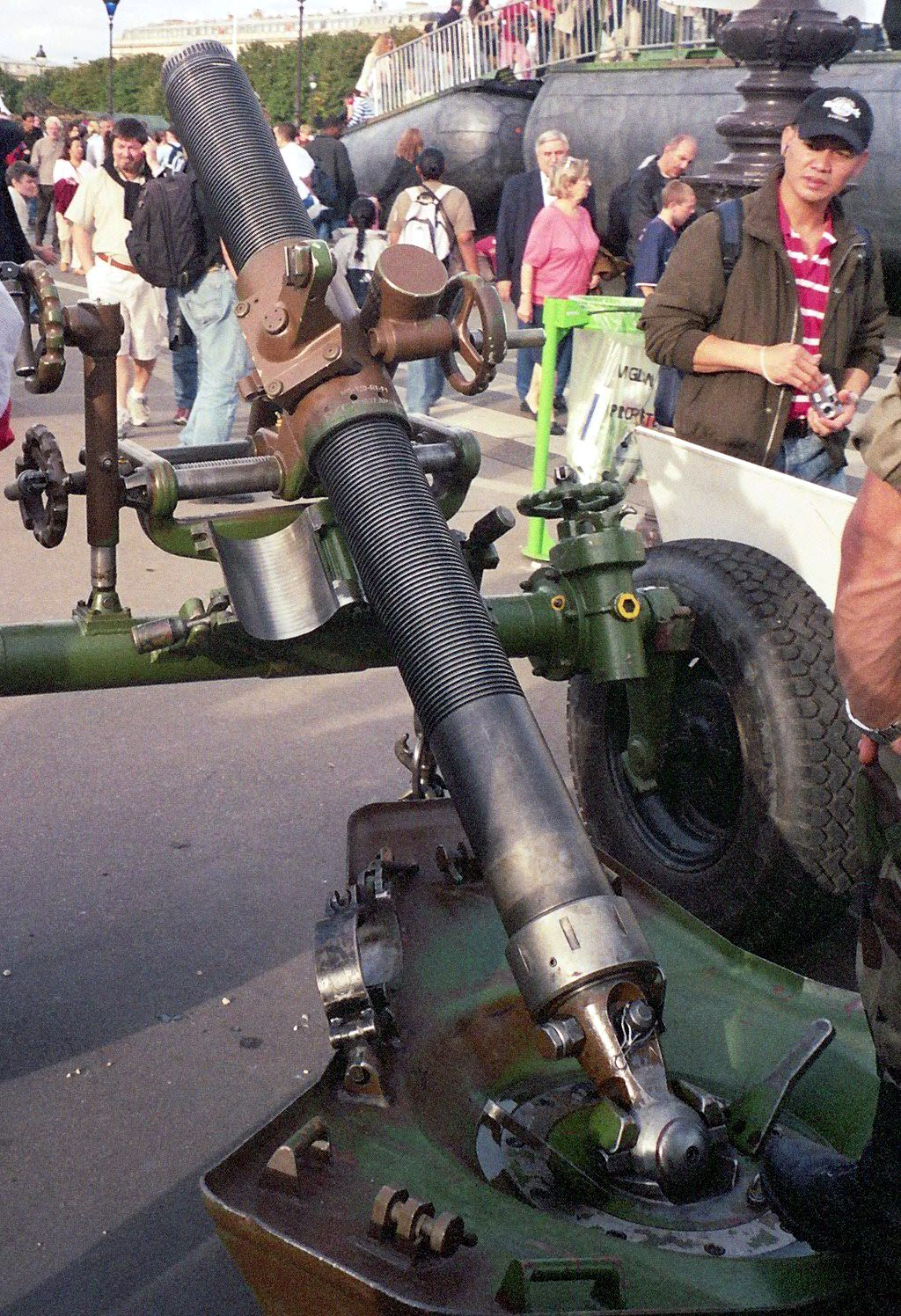
Francia 120 mm-es MO-120-RT-61 aknavető. Jól látható a cső, a lövegtalp, az állvány és az irányítószerkezet

### Részei
A modern aknavetők fő részei:
- huzagolatlan fegyvercső (de kezd elterjedni a huzagolt cső)

Az aknavető legfontosabb része a huzagolatlan cső, amelybe a kezelő belehelyezi az aknagránátot. A csőfarban elhelyezett elsütő szerkezet begyújtja a csőbe beleejtett gránát fenekébe szerelt indítótöltény lőportöltetét, a keletkező gázok kivetik a gránátot, amely meredek röppályán haladva becsapódik a célkörzetbe és pusztít (csapódógyújtó), esetleg időzítőgyújtó hozza működésbe a talaj felett.
- aknavető állvány
- talplemez –
- irányzószerkezet
- rátöltésgátló – A csőszájra szerelt szerkezet, amely megakadályozza, hogy a csőbe már korábban behelyezett aknagránátra újabb gránátot töltsenek. Általában csak a nagyobb űrmérető aknavetőket látják el ilyen berendezéssel.

### Aknagránátok
Az aknavetőkhöz használt lövedékeknek vagy gránátoknak a stabilizálás szempontjából két változata létezik: a simacsövű aknavetők általában szárnystabilizált lövedéket tüzelnek, amelyet a lövedék végén található, a kilövés után kinyíló vezérsíkok stabilizálnak, a röppályáján forgásra kényszerítve azt. A másik változat a huzagolt csövű aknavetők által használt forgásstabilizált lövedék, amelyet a cső huzagolása a tüzelés alatt megforgat és a kialakuló forgás stabilizálja a lövedéket. A modern aknavetők képesek még az ún. aktív-reaktív lövedékek kilövésére is, amelyekben egy kis rakétatöltet található, amely a kilövést követően lép működésbe. Ezzel a lövedék hatótávolsága megnő, a lövedék vagy az aknavető tömegének növelése nélkül, bár a tüzelési pontosság csökken.

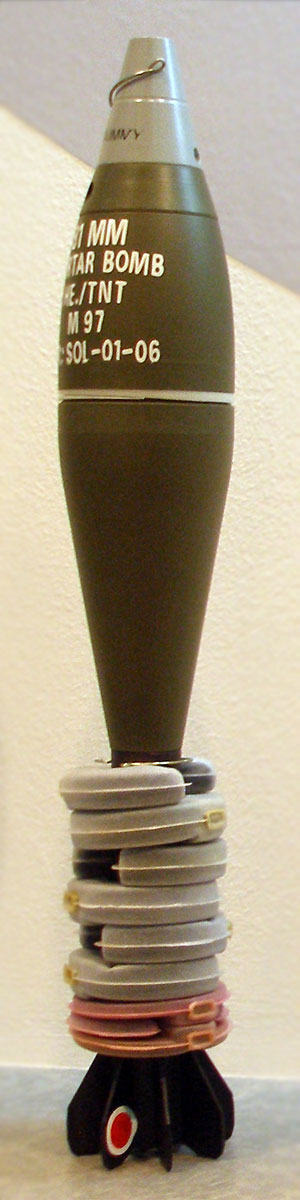
81 mm-es szárnystabilizált repeszgránát

Mindhárom fajta lövedékből létezik repesz-romboló, köd-, gyújtó- és világító gránát. Ismeretes még a propagandagránát is, amellyel röplapokat és egyéb nem halálos eszközöket lehet szórni az ellenséges területre.
A huzagolt csövű aknavetők esetében, mivel a huzagolás a töltés közben is megforgatja a lövedéket, ezért annak külső köpenyére a cső huzagolásába illeszkedő spirális mintázatot préselnek az újratöltés megkönnyítése érdekében. A huzagolással elérhető pontosság-növekedés ellensúlyozza a némileg megnövekedett újratöltési idő, illetve a huzagolt fegyverek esetében ismert sodródás jelensége (az ún. Magnus-effektus), amikor a lövedék a pörgés tengelyére merőlegesen mozog. A huzagolt csövű aknavetők másik hátránya a cső rövidebb élettartama.

### Űrméret
Bár az aknavetők számos űrméretben léteznek, néhány típus mégis jobban elterjedt. Az egyik ilyen a francia hadsereg által kifejlesztett 81 mm-es aknavető, amelyet számos más nyugati hadsereg is rendszeresített (mint például a svájci, brit és amerikai).
Érdekes, hogy a szovjet hadsereg által kifejlesztett, és a Varsói Szerződés országaiban (így a Magyar Néphadseregben is) rendszeresített aknavető űrmérete 82 mm volt, és a tervezők elképzelése alapján a szovjet csapatok fel tudták volna használni az ellenségtől zsákmányolt aknavetőgránátokat (a pontosság némi csökkenésével), míg ugyanerre az ellenség nem lett volna képes. Ezt például a vietnámi háború alatt a Viet Kong ki is használta.

## Egyéb
A mozsárágyúk, illetve aknavetők további felhasználási területe a tűzijátékok, ahol bombetták (legtöbbször papírból készült bombák, bontótöltettel és effektekkel) vetőcsövének használják ezeket, kézi vagy járműre szerelt változatban használhatók még ködgránátok vagy infravörös csalik kilövésére is.

### Bibliográfia

#### Könyvek, monográfiák
- Kováts Zoltán, Lugosi József, Nagy István, Sárhidai Gyula: Tábori tüzérség: típuskönyv. Zrínyi Katonai Kiadó, Budapest, 1988
- Hadtudományi lexikon I. (A–L). Főszerk. Szabó József. Budapest: Magyar Hadtudományi Társaság. 1995. 15–16, 19–20, 936. o. ISBN 963-04-5226-X

#### Periodikumok
- A Haditechnika c. folyóirat cikkei:
  - Bartha Tibor mk. őrnagy.: Az első világháború fegyverei. Légaknavetők. Haditechnika I. rész: 1999/1, 11–15.; II. rész: 1999/2, 2–6.; III. rész: 1999/3, 2–6.
  - Takács Tamás: Aknavető, a XXI. század tűzfegyvere. Haditechnika, I. rész: 1997/3, 2–5.; II. rész: 1997/4, 2–7.